# Semidalis mascarenica
Semidalis mascarenica is een insect uit de familie van de dwerggaasvliegen (Coniopterygidae), die tot de orde netvleugeligen (Neuroptera) behoort. 
De wetenschappelijke naam Semidalis mascarenica is voor het eerst geldig gepubliceerd door Fraser in 1952.